# Пашково (Еврейска автономна област)
Пашково (на руски: Пашково) е село в Облученски район на Еврейската автономна област. Административен център на Пашковското селище от селски тип.
Селото се намира в погранична зона, влизането е с пропуски.

## История
Основано е през 1857 г. от казаци-преселници от Забайкалието като Хингански пограничен пост. През 1858 г. постът е преименуван в чест на нерчинския войвода Афанасий Пашков на Пашковски пост.

## География
Селото се намира на левия бряг на река Амур, под мястото на вливането в нея на река Хинган, на 35 км югозападно от районния център, град Облучие.

## Инфраструктура
В селото има поща, средно училище, клиника, библиотека, детска градина и културен дом. В селото се намира и граничен пункт на руско-китайската граница.

## Население
| 1870 | 1891 | 2002 | 2010 |
| ---- | ---- | ---- | ---- |
| 185  | 200  | 882  | 668  |